# Барта, Уилл
Уильям ("Уилл") Барта (англ. William Barta; род. 4 января 1996, Бойсе, штат Айдахо, США) — американский профессиональный  шоссейный велогонщик , выступающий за команду мирового тура «CCC Team».

## Достижения
2013
1-й — Этап 1 Тур Абитиби (юниоры)
2014
1-й — Этап 2а Трофей Карлсберга (юниоры)
3-й Чемпионат США — Индивидуальная гонка (юниоры)
3-й Велогонка Мира (юниоры)
3-й Tour du Pays de Vaud — Генеральная классификация
1-й — Этап 1
2015
8-й Тур Бретани — Генеральная классификация
2016
7-й Trofeo Banca Popolare di Vicenza
2017
2-й Чемпионат США — Индивидуальная гонка U23
4-й Чемпионат США — Индивидуальная гонка
9-й Le Triptyque des Monts et Châteaux — Генеральная классификация
2018
3-й Le Triptyque des Monts et Châteaux — Генеральная классификация

## Статистика выступлений

### Гранд-туры
| Гранд-тур       | 2019 |
| --------------- | ---- |
| Джиро д’Италия  | —    |
| Тур де Франс    | —    |
| Вуэльта Испании | 131  |

| —  | Не участвовал  |
| НФ | Не финишировал |